# Petar Pančić
Petar Pančić (Csávoly, 1853. június 29. – 1905) bunyevác jezsuita pap, pedagógus. Hozzájárult a horvát nemzettudat kialakulásához azokon a vidékeken, ahol dolgozott.
Iskoláját Kalocsán végezte el. 1882-ben jezsuita lett. 4 évvel később Travnikba költözött, ahol 1904-ig élt. Rektor volt a jezsuita központban illetve gimnáziumi igazgató.
A Neven folyóiratban is publikált.
2007-ben Csávolyon emléktáblát avattak a tiszteletére.